# کرفلایت
کرفلایت (به انگلیسی: CareFlight) یک شرکت هواپیمایی است که در تاریخ ۱۹۸۶ میلادی تأسیس شده است. دفتر مرکزی کرفلایت در سیدنی، استرالیا واقع شده‌است و قطب این شرکت هواپیمایی در فرودگاه بین‌المللی داروین قرار دارد.